# جورج أرياس
جورج أرياس (بالإنجليزية: George Arias)‏ هو لاعب كرة قاعدة أمريكي، ولد في 12 مارس 1972 في توسان في الولايات المتحدة.

## وصلات خارجية
- جورج أرياس على موقع الدوري الياباني لكرة القاعدة (الإنجليزية)
- جورج أرياس على موقعبيزبول رفرنس.كوم (الدوري الرئيسي) (الإنجليزية)
- جورج أرياس على موقعبيزبول رفرنس.كوم (الدوري الثانوي) (الإنجليزية)
- جورج أرياس على موقع مشجعي الرسوم البيانية (الإنجليزية)